# Gennaria diphylla
Gennaria diphylla — квіткова рослина родини орхідні (Orchidaceae). Diphylla — від грецького «два листа», що вказує на наявність тільки двох стеблових листків.

## Опис
Цвіте з січня по квітень. Це трав'яниста рослина висотою від 15 см до 30 см, легко розпізнається за наявністю тільки двох листків у формі серця, в довжину 3-12 см шириною 2—7 см, верхній менший. Квітки зеленуваті або зеленувато-жовтого кольору, з коротким стеблом, розташовані у відносно щільному суцвітті.

## Поширення та екологія
Поширена в Середземноморсько-Атлантичному регіоні. Знаходять в основному в Алжирі, Марокко, Іспанії, Гібралтарі, Португалії, Мадейрі та на Канарських островах. Вид дуже рідкісний в Тунісі, на Корсиці, Сардинії та Ельбі. Росте на кислих ґрунтах, в тінистих місцях і в гаригах, іноді навіть у соснових лісах, на висоті від 0 до 400 м над рівнем моря.

## Галерея

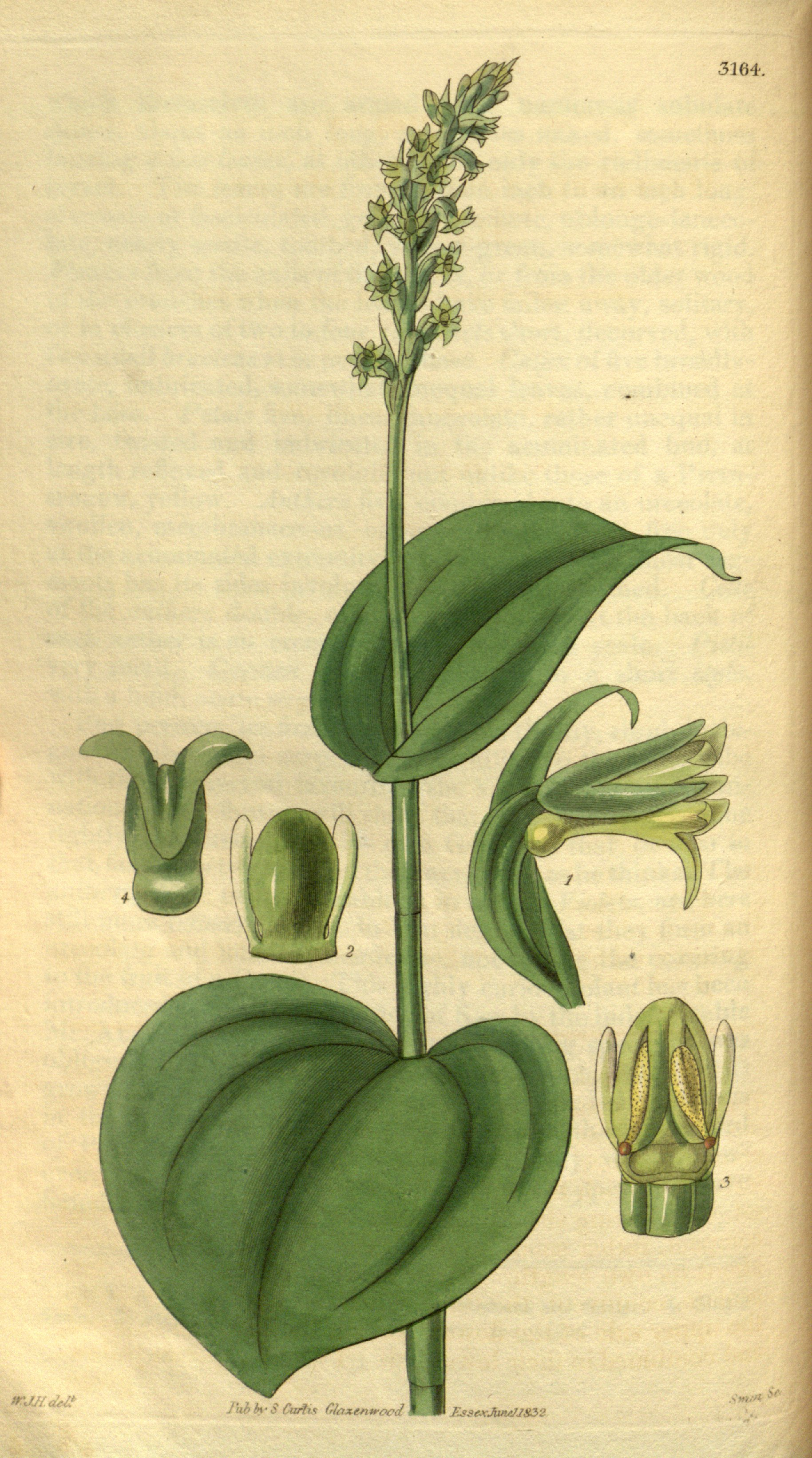
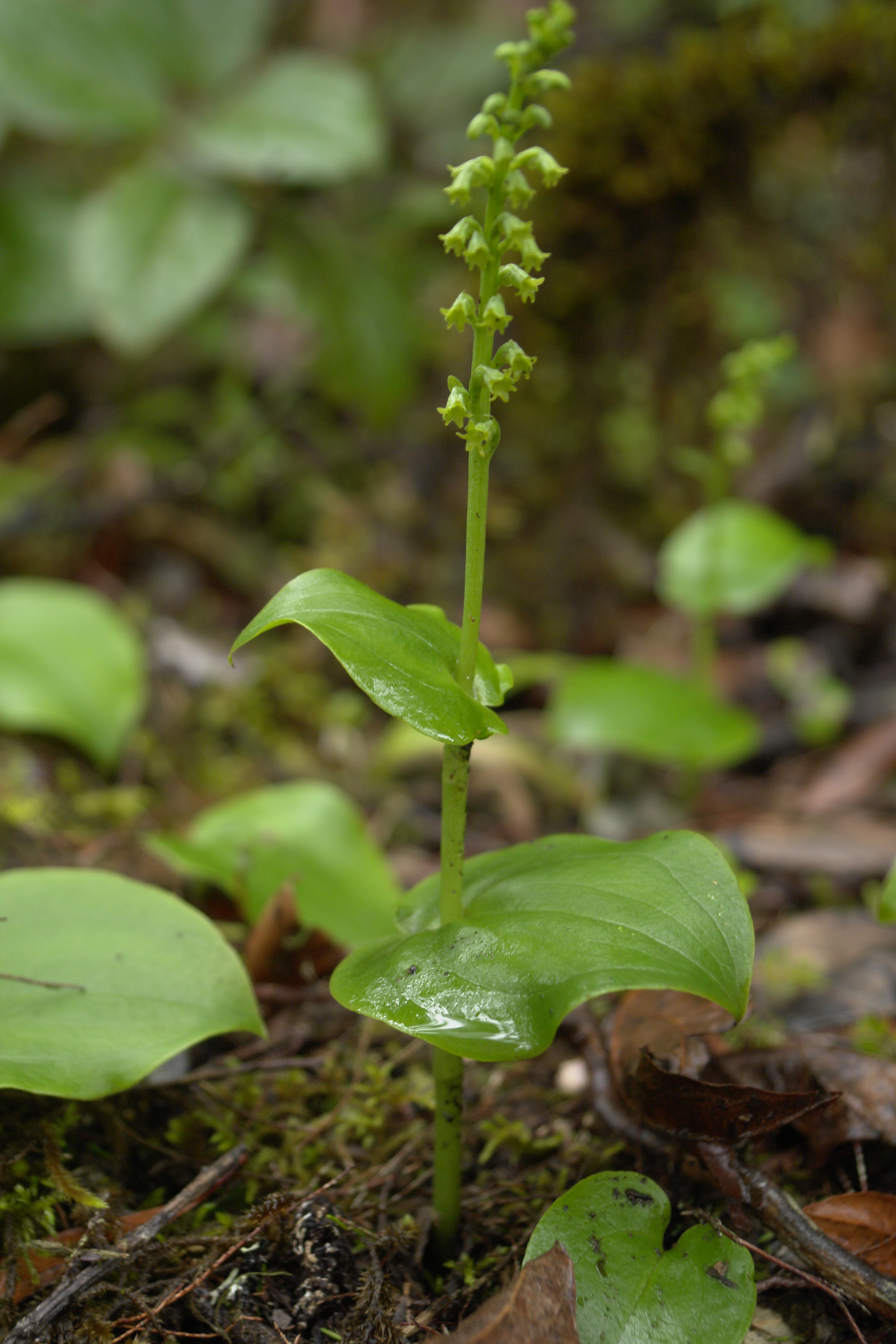
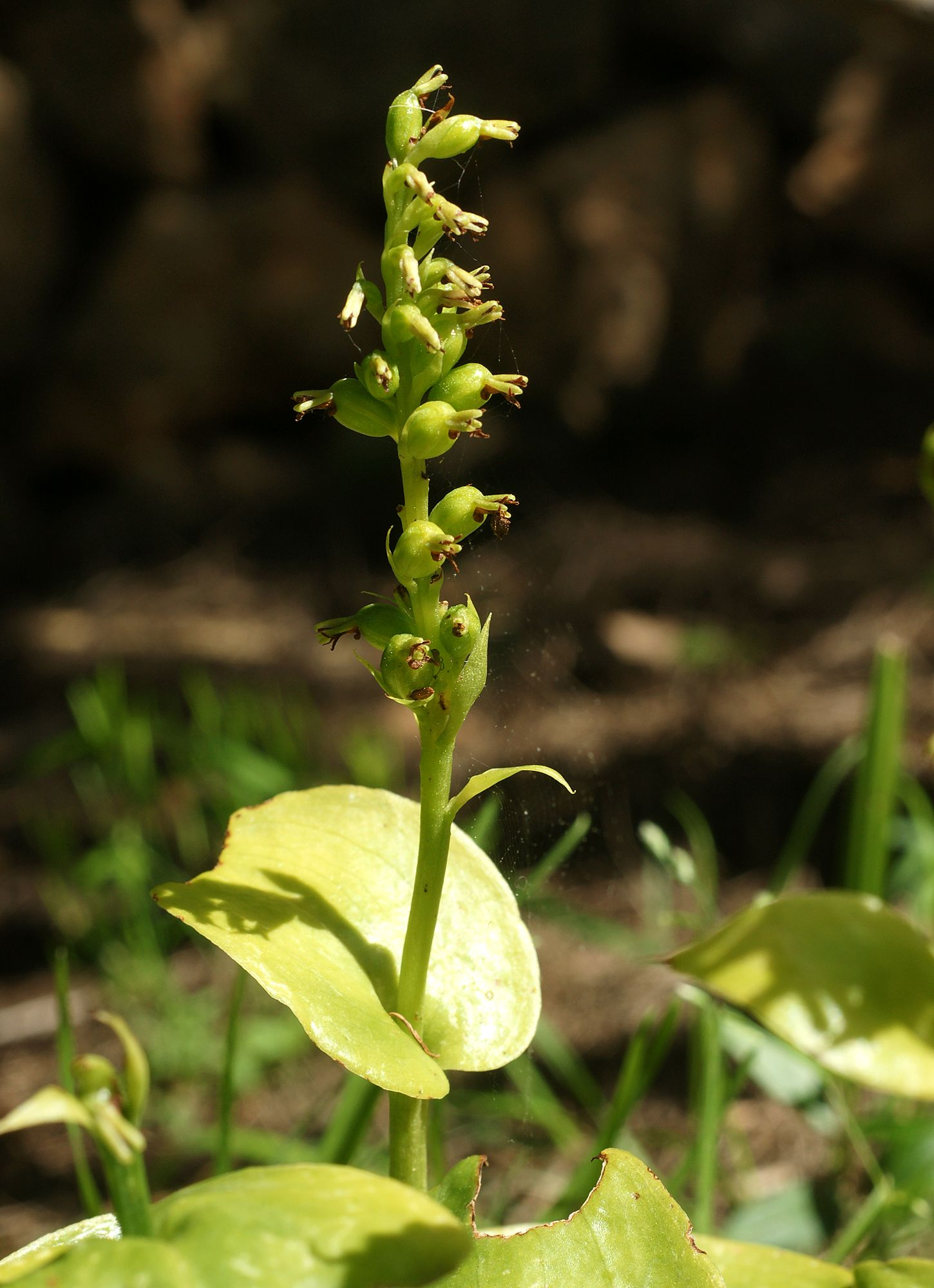